# Гурженко Юрій Миколайович
Ю́рій Микола́йович Гурже́нко (* 1960) — український лікар-андролог, доктор медичних наук (2004), професор.

## Життєпис
Народився 1960 року в селі Розважів (Іванівський район, Київська область).
1983 року закінчив Київський медичний інститут, працював лікарем.
З 1983 до 1984 року працював лікарем-інтерном Київської обласної клінічної лікарні, а з 1984 по 1992 рік — у МСЧ аеропорту «Київ».
Від 1992 року — в Інституті урології АМНУ. З 1992 року — старший науковий співробітник.
Основний напрям наукових досліджень — проблеми сексопатології та андрології.
З 2000 року — член Європейської асоціації андрологів, від 2005-го — Європейського товариства сексуальної медицини.
2006 року стає лауреатом міжнародного проєкту «Медичний олімп».
Починаючи 2008 роком — член спеціалізованої вченої ради докторських дисертацій із фаху «урологія»
Віцепрезидент асоціації сексопатологів та андрологів України.
Серед робіт:
- «Порушення імунологічних параметрів гемостазу у хворих на хворобу Пейроні», 2003
- «Фібропластична індурація статевого члена», 2004
- «Роль інструментальних методів дослідження у пацієнтів з хворобою Пейроні», 2004
- «Сучасний погляд на проблему синдрому хронічного тазового болю», 2005
- «Чоловіча проблема – чоловіче рішення, або Що робити з простатитом», 2022.